# Райна Княгиня
Райна (Райкя) Попгеоргиева Футекова-Дипчева, широко известна като Райна Княгиня, е българска учителка и акушерка. Известна е с това, че е ушила главното въстаническо знаме на Панагюрския революционен окръг за Априлското въстание. В деня на обявяването на въстанието тя го развява редом с Бенковски.

## Биография
Райна Футекова е родена в Панагюрище на 18 януари (6 януари стар стил) 1856 г. в семейството на свещеника Георги Футеков (1830 – 1876). Майка ѝ е Нона Налбантска (1835 – 1923). Семейството има 6 деца: Райна, Атанас, Мария, Васил, Пена и Захари.
По-късно Райна Футекова става известна с името Райна Княгиня след завръщането си от Русия, изглежда като препратка към известната по това време пиеса на Добри Войников „Райна Княгиня“.
В ученическите си години Райна Футекова е избрана от българската общност сред панагюрските ученички да продължи образованието си в Старозагорското девическо училище на издръжка на общината. Като будна и интелигентна девойка изборът на панагюрци се пада на нея и на нейна съученичка панагюрка – като бъдещите учителки в града.
След Априлското въстание е заловена от турците и подложена на тежки страдания: бита, изнасилвана и малтретирана многократно, оставена на хляб и вода повече от месец в Пловдивския затвор. За участието ѝ във въстанието и последвалия затвор разказва Захари Стоянов в „Записки по българските въстания“. Историята на Райна е отразена и в репортажите на Джанюариъс Макгахан.
След намесата на европейски дипломати Райна е освободена и изпратена да учи в Москва. Там учи 3 години медицина и става акушерка – първата дипломирана в България. Написва своята „Автобиография“, излязла първо на руски език. Едва през 1934 г. е преведена на български език, като това е първата книга върху Априлското въстание. Райна успява да уреди чрез жените от Дамския благотворителен комитет в Москва възпитанието на 32 панагюрски сирачета, сред които е и по-малкият ѝ брат.
Райна Футекова е поканена от митрополит Климент за учителка в Търново. Три години по-късно тя се връща в Панагюрище, омъжва се за Васил Дипчев, който е кмет на града. Преместват се в Пловдив, но по времето на Стефан Стамболов Дипчев (като краен русофил) не може да си намери работа.
Райна и съпругът ѝ Васил Дипчеви имат 5 синове, 4 от тях стават офицери от Българската армия – генерал Иван Дипчев, Георги Дипчев, Владимир Дипчев и полковник Асен Дипчев. Райна осиновява момиченце – Гина. През 1898 г. Васил Дипчев е избран за народен представител и семейството се премества в София. Той умира скоро вследствие от политическо преследване и побой в Черната джамия. Работи предимно в кварталите Орландовци и Малашевци. Поддържа тесни връзки с Венета Ботева, вдовицата на Христо Ботев.
Въпреки влошеното си здраве, рано починалия съпруг и децата тя неуморно акушира безплатно на бедните жени, а благодарение на акуширането на дипломати и други по-богати и знатни люде успява да издейства построяването на Майчин дом в София – сегашния Национален център по трансфузионна хематология, а името Майчин дом продължава да носи близката до него градинка на булевард „Христо Ботев“, малко преди Централна гара София.
За нея Райна Костенцева пише: „Необикновен човек беше Райна Попгеоргиева. Винаги усмихната, винаги готова да помогне и утеши. Скромна, състрадателна, човеколюбива. Измина повече от половин век от смъртта ѝ, но аз не мога да я забравя и да я прежаля (...) И като човек, и като акушерка тя беше изключителна. Не познавам друга като нея. След раждането идваше всеки ден да къпе бебето и да наблюдава родилката. Беше всеизвестно, че нито една от нейните родилки не заболя от съществуващата тогава родилна треска. Тя даваше ценни съвети на младите майки, акушираните деца обичаше като собствени и се грижеше за тях като същинска майка. Излишно е да говоря за необикновения ѝ патриотизъм, който е познат на всеки що-годе просветен българин“.
Загубила представа за реалността, умира 61-годишна в София на 29 юли 1917 г.

## Знаме
Райна Футекова е само на 20 години, главна учителка в девическото училище в Панагюрище, когато Георги Бенковски ѝ предлага да ушие знамето на Априлското въстание.
Лъвът на знамето е нарисуван от Стоян Каралеев (Баненеца) по образец на лъвчето, отпечатано на корицата на Устава на БРЦК, а буквите са изписани от Иванчо Зографа. Освен надписа „Свобода или смърт“ в долния край има и 2 букви – „П“ и „О“ (за „Панагюрски окръг“).
На 22 април – деня на освещаването му – Райна Футекова му пришива приготвени през нощта пискюли. Размерите на знамето са 2 на 1,5 м, има 2 лица и е поръбено със сърмена ивица.
Освещава се от свещеници от града и околните села. Райна описва по следния начин шествието след освещаването на знамето:
„На втория ден на свободата знамето бе довършено. Тогава, по желание на гражданите, трябваше да го взема на ръце, да препаша сабя и револвер и да седна на избран кон, за да премина през целия град и да оповестя на събралия се по улиците народ, че петвековното турско иго е отхвърлено завинаги. Това беше най-тържественият ден на нашата кратковременна свобода. Беловласи старци, редом с невръстни деца, вървяха навсякъде след мен, пееха любими народни песни. Жени, девойки и старици хвърляха върху нас толкова много ухаещи и разноцветни букети, че целият път беше постлан с тях като великолепен килим. Виковете „Ура!“ и „Да живее!“ нямаха край. Тази тържествена процесия продължи до вечерта.“
За честването на 25-годишнината от Априлското въстание Райна Княгиня ушива 1 ново знаме, което е копие на оригиналното.

## Семейство
|  |  |                           |                           |                           |                           |                           |                           |  |  |                                |                                |                                |                                | Иван Дипчев                    |                                |  |  |                               |                               |                               |                               |                               |                               |  |  |                             |                             |                             |                             |                             |                             |  |  |                           |                           |                           |                           |                           |                           |  |  |              |              |              |              |              |              |  |  |  |  |
|  |  |                           |                           |                           |                           |                           |                           |  |  |                                |                                |                                |                                |                                |                                |  |  |                               |                               |                               |                               |                               |                               |  |  |                             |                             |                             |                             |                             |                             |  |  |                           |                           |                           |                           |                           |                           |  |  |              |              |              |              |              |              |  |  |  |  |
|  |  |                           |                           |                           |                           |                           |                           |  |  |                                |                                |                                |                                |                                |                                |  |  |                               |                               |                               |                               |                               |                               |  |  |                             |                             |                             |                             |                             |                             |  |  |                           |                           |                           |                           |                           |                           |  |  |              |              |              |              |              |              |  |  |  |  |
|  |  |                           |                           |                           |                           |                           |                           |  |  | Дамаскин Велешки (1817 – 1877) | Дамаскин Велешки (1817 – 1877) | Дамаскин Велешки (1817 – 1877) | Дамаскин Велешки (1817 – 1877) | Дамаскин Велешки (1817 – 1877) | Дамаскин Велешки (1817 – 1877) |  |  | Васил Дипчев (1847 – 1898)    | Васил Дипчев (1847 – 1898)    | Васил Дипчев (1847 – 1898)    | Васил Дипчев (1847 – 1898)    | Васил Дипчев (1847 – 1898)    | Васил Дипчев (1847 – 1898)    |  |  | Райна Княгиня (1856 – 1917) | Райна Княгиня (1856 – 1917) | Райна Княгиня (1856 – 1917) | Райна Княгиня (1856 – 1917) | Райна Княгиня (1856 – 1917) | Райна Княгиня (1856 – 1917) |  |  |                           |                           |                           |                           |                           |                           |  |  |              |              |              |              |              |              |  |  |  |  |
|  |  |                           |                           |                           |                           |                           |                           |  |  | Дамаскин Велешки (1817 – 1877) | Дамаскин Велешки (1817 – 1877) | Дамаскин Велешки (1817 – 1877) | Дамаскин Велешки (1817 – 1877) | Дамаскин Велешки (1817 – 1877) | Дамаскин Велешки (1817 – 1877) |  |  | Васил Дипчев (1847 – 1898)    | Васил Дипчев (1847 – 1898)    | Васил Дипчев (1847 – 1898)    | Васил Дипчев (1847 – 1898)    | Васил Дипчев (1847 – 1898)    | Васил Дипчев (1847 – 1898)    |  |  | Райна Княгиня (1856 – 1917) | Райна Княгиня (1856 – 1917) | Райна Княгиня (1856 – 1917) | Райна Княгиня (1856 – 1917) | Райна Княгиня (1856 – 1917) | Райна Княгиня (1856 – 1917) |  |  |                           |                           |                           |                           |                           |                           |  |  |              |              |              |              |              |              |  |  |  |  |
|  |  |                           |                           |                           |                           |                           |                           |  |  |                                |                                |                                |                                |                                |                                |  |  |                               |                               |                               |                               |                               |                               |  |  |                             |                             |                             |                             |                             |                             |  |  |                           |                           |                           |                           |                           |                           |  |  |              |              |              |              |              |              |  |  |  |  |
|  |  |                           |                           |                           |                           |                           |                           |  |  |                                |                                |                                |                                |                                |                                |  |  |                               |                               |                               |                               |                               |                               |  |  |                             |                             |                             |                             |                             |                             |  |  |                           |                           |                           |                           |                           |                           |  |  |              |              |              |              |              |              |  |  |  |  |
|  |  | Иван Дипчев (1885 – 1954) | Иван Дипчев (1885 – 1954) | Иван Дипчев (1885 – 1954) | Иван Дипчев (1885 – 1954) | Иван Дипчев (1885 – 1954) | Иван Дипчев (1885 – 1954) |  |  | Георги Дипчев (1887 – 1950)    | Георги Дипчев (1887 – 1950)    | Георги Дипчев (1887 – 1950)    | Георги Дипчев (1887 – 1950)    | Георги Дипчев (1887 – 1950)    | Георги Дипчев (1887 – 1950)    |  |  | Владимир Дипчев (1890 – 1944) | Владимир Дипчев (1890 – 1944) | Владимир Дипчев (1890 – 1944) | Владимир Дипчев (1890 – 1944) | Владимир Дипчев (1890 – 1944) | Владимир Дипчев (1890 – 1944) |  |  | Петър Дипчев (1892 – 1906)  | Петър Дипчев (1892 – 1906)  | Петър Дипчев (1892 – 1906)  | Петър Дипчев (1892 – 1906)  | Петър Дипчев (1892 – 1906)  | Петър Дипчев (1892 – 1906)  |  |  | Асен Дипчев (1894 – 1964) | Асен Дипчев (1894 – 1964) | Асен Дипчев (1894 – 1964) | Асен Дипчев (1894 – 1964) | Асен Дипчев (1894 – 1964) | Асен Дипчев (1894 – 1964) |  |  | Гина Дипчева | Гина Дипчева | Гина Дипчева | Гина Дипчева | Гина Дипчева | Гина Дипчева |  |  |  |  |

Първият ѝ син Иван е роден през 1885 г. Завършва Военното училище с 25-и випуск, а след това и Генералщабната академия с отличен успех. Участва в 3-те войни за национално обединение. Проявява се в боевете срещу турците край Чаталджа през Първата балканска война. За доказан героизъм има 5 ордена за храброст и медали за военни заслуги. Стига до чин генерал. Комунистическата власт го репресира. За известно време е по лагерите. Заради участие в преследването на четата на анархиста Васил Героя и Дочо Узунов, считани за герои от комунистическата власт, е осъден е на смърт в Троян през 1954 г. По-късно присъдата е заменена с доживотен затвор. Умира в лагера край Ловеч.
Вторият ѝ син Георги е роден през 1889 г. Завършва Морското училище във Варна. През Балканската война служи като машинист на торпедоносеца „Дръзки“ и се проявява в торпилирането на турския крайцер „Хамидие“.
Третият ѝ син Владимир е роден през 1891 г. И той става военен. Завършва с 31-ви випуск Военното училище. Участва във войните. Проявява се в атаката на Одринската крепост на 13 март 1913 г. Участва в Междусъюзническата и Първата световна войни. Завръща се като герой с 3 ордена за храброст. Изчезва безследно на път за работа на 10 октомври 1944 г. Счита се, че е разстрелян без съд и присъда.
Четвъртият й син Петър е роден през 1892 г. Умира много млад, едва 15-годишен – играейки си с пистолета на свой брат, неволно се прострелва фатално през 1907 г.
Петият ѝ син Асен е роден през 1894 г. По време на Първата световна война е ученик в гимназията, но я напуска и отива доброволец на фронта. Проявява героизъм в атаката на Тутраканската крепост през септември 1916 г. Редникът е сред първите българи, които влизат в тази дотогава румънска крепост, пеейки химна на Добруджа „О, Добруджански край“. Награден е с орден за храброст. След това довършва гимназия. Става юнкер във Военното училище. Завършва го с ускорен курс. Пак е на фронта. Участва в боевете в Македония на Дойран и на Добро поле през септември 1918 г. След войната влиза във Военния съюз. Участва в преврата на 9 юни 1923 г. Адютант е на кап. Харлаков, обвиняван за убийството на премиера Александър Стамболийски. След 9 септември 1944 г. дълги години лежи по лагерите. Умира в Бургас през 1964 г.

## Памет
Родната къща на Райна Княгиня в Панагюрище е превърната в музей, който е сред Стоте национални туристически обекта на БТС.
В родния ѝ град Панагюрище е открит паметник на Райна Княгиня на 2 май 2006 г.
Връх на остров Ливингстън в Южните Шетландски острови, Антарктика е наименуван на Райна Княгиня.
На името на Райна Княгиня са наречени редица обекти, организации и др.
- Училища
  - Общообразователно училище в Пловдив, построено през 1968 г.[11]
  - Професионална гимназия по облекло и хранене в Стара Загора, създадена през 1927 г.[12]
  - Българско училище в Дъблин и Туламор, Ирландия[13]
  - 37-мо средно училище в София, открито през 1924 г.[14]
- Детски градини
  - Детска градина с 360 деца в Кърджали, действаща от преди 1987 г.[15]
  - Детска градина в Панагюрище, открита през 1950 г.[16]
  - Детска градина във Велико Търново, открита през 1976 г.[17]

- Други
  - Читалище в София[18]
  - Райна Княгиня (фирма) в Панагюрище[19]
  - Улица в квартал „Разсадник-Коньовица“ в София (Карта)[20]
  - Песен за Райна Попгеоргиева (Кой уши байряка?) – народна песен

## Издания
- Автобіографія панагюрской учительницы Райны Георгіевой, прозванной турками Болгарскою королевной. Преводъ съ болгарскаго Болгарина М. Изданиіе Дамскаго Отдленія Славянскаго Благотворительнаго Комитета. Москва, 1877; Райна княгиня. (Автобиография). Прев. Т. Панайотова. С., 1935
- Райна княгиня. Автобиография, документи и материали. Съст. В. Паскалева, Р. Патърчанова. С.: Наука и изкуство, 1976